# Ebenen des strategischen Managements
Aufgrund verschiedener Betrachtungsweisen lassen sich im Rahmen des strategischen Managements mehrere Ebenen differenzieren, die vor allem in der Phase der strategischen Analyse und Planung von Bedeutung sind. Hierbei sind insgesamt vier Ebenen zu beachten. Vor allem bei der internen Betrachtung eines Unternehmens müssen die Unternehmens- und die Geschäftsfeldebene voneinander abgegrenzt werden. Bei der Untersuchung der Unternehmensumwelt nehmen dagegen die Branche und die ihr übergeordnete Makro-Ebene eine wichtige Rolle ein. Aufgrund der vom Unternehmen bearbeiteten Marktbreite können alle Ebenen zusätzlich global, national oder regional geprägt sein.
Nachfolgend werden die vier Aggregationsebenen in Hinblick auf ihren Einsatz und ihre Bedeutung im Zuge des strategischen Managements am Beispiel eines global agierenden Automobilherstellers dargestellt.

## Unternehmensebene
Die Unternehmensebene stellt den kleinteiligsten Betrachtungshorizont im Zuge des strategischen Managements dar. Die hier getroffenen Entscheidungen beruhen auf einer Vielzahl von Einzelinformationen, welche durch eine geeignete Unternehmensanalyse verdichtet werden können. Die Unternehmensanalyse stellt den Rahmen für eine geeignete Umweltanalyse dar und deren Ergebnisse wiederum fließen in die zukünftige Strategie auf Unternehmensebene ein. Die aktuelle Positionierung eines Unternehmens innerhalb eines Markts kann durch Kennzahlen (KPIs) ermittelt werden. Weit verbreitete Instrumente der Unternehmensanalyse sind:
- die SWOT-Analyse zur Ermittlung von Stärken und Schwächen
- Ressourcen- oder Kompetenzorientierte Ansätze
- Erfahrungskurve
- Wertkettenanalyse
- Wettbewerbsvergleich durch Benchmarking

Anhand der Ergebnisse der Unternehmensanalyse erfolgt eine geeignete Zuordnung der vorhandenen Ressourcen auf Geschäftsfeldebene. Außerdem kann es aufgrund der gewonnenen Erkenntnisse zu Anpassungen der Prozesse, Strukturen und Systeme innerhalb des Unternehmens kommen.
Im aufgeführten Beispiel ist der Automobilhersteller selbst die Ausgangsebene. Analysiert werden die internen Gegebenheiten, um eine geeignete Strategie zu finden. Dadurch, dass das Unternehmen global tätig ist, ist dies räumlich gesehen ein weltweites Unterfangen.

## Geschäftsfeldebene
Neben der rein internen Betrachtung muss im strategischen Management auch der bearbeitete Markt untersucht werden. Aus Unternehmenssicht geschieht dies zunächst auf Geschäftsfeldebene, also hinsichtlich der eigenen Positionierung am Markt. Ziel ist es in diesem Zuge, die jeweils optimale Strategie für die verschiedenen Betätigungsfelder eines Unternehmens zu finden. Im Fokus steht hierbei die Generierung von Wettbewerbsvorteilen.
Ein Geschäftsfeld stellt dabei den Ausschnitt eines Marktes dar, in dem ein Unternehmen operiert. Verantwortlich dafür sind für gewöhnlich strategische Geschäftseinheiten, also weitreichend autonom agierende Unternehmensteilbereiche, welche auf einer bestimmten Markt-Produkt-Kombination fußen. Das sich daraus ergebende Marktsegment vereint Nachfrager mit homogenem Bedürfnis mit dem entsprechenden Produkt bzw. der passenden Dienstleistung. Die Definition von strategischen Geschäftsfeldern und -einheiten ist essenzieller Bestandteil der Unternehmensstrategie.
Zusammengenommen lässt sich aus den Marktsegmenten eines Anbieters auch ein Gesamtmarkt ableiten, der alle darunter befindlichen Teilmärkte verbindet. Bei dem Automobilhersteller wäre so z. B. der Kleinwagenmarkt ein Segment des relevanten Gesamtmarktes, dem Weltmarkt für PKW. Im Kleinwagensegment als strategisches Geschäftsfeld kann das Unternehmen gleichzeitig mit mehreren Marken als strategischen Geschäftseinheiten tätig sein.

## Branchenebene
Als dritte Aggregationsebene kann die Branche abgegrenzt werden. Hier können Unternehmen nur noch mittelbaren Einfluss nehmen, sodass die Blickrichtung überwiegend der Unternehmensumwelt zugewandt wird. Geprägt wurde diese Betrachtung vor allem durch Porters Branchenstrukturanalyse, bei der fünf Kräfte dargestellt werden (die sogenannten „five forces“), welche den Erfolg des eigenen Unternehmens innerhalb der Branche bedrohen können. Neben den eigentlichen Wettbewerbern wirken in diesem Sinne auch neue Anbieter, Lieferanten und Kunden innerhalb der Branche. Außerdem können Substitutionsprodukte die Positionierung eines Unternehmens gefährden. Im Gegensatz zur Geschäftsfeldebene lässt sich somit auf dieser Ebene die gesamte für die Branche erbrachte Wertschöpfung zusammenfassen.
Die Unternehmen innerhalb einer Branche können anhand von strategische Gruppen strukturiert werden, wodurch sie gemäß ihrer strategischen Nähe zusammengefasst werden. Diese äußert sich durch eine Ähnlichkeit bei strategischen Gesichtspunkten wie dem Spezialisierungsgrad, der Kostenstruktur, dem Qualitätsniveau oder dem Grad der vertikalen Integration. Dargestellt werden kann diese Distanz zwischen den Unternehmen auf einer strategischen Karte, bei der die Unternehmen der Gruppe in einem zweidimensionalen Koordinatensystem anhand zweier für die Branche zentraler strategischer Dimensionen gegenüberstellt werden.
Zwischen den einzelnen strategischen Gruppen verhindern Marktschranken (auch Mobilitäts- oder Markteintrittsbarrieren genannt) einen Wechsel. Diese Schranken werden durch die einer Gruppe zugehörigen Unternehmen aufgebaut, um die eigene Marktposition zu verteidigen. Die Barrieren können von struktureller, verhaltensbezogener oder strategischer Natur sein.
Die Automobilbranche umfasst in unserem Beispiel also auch verwandte Wirtschaftszweige, wie die Zulieferindustrie und nicht nur den eigentlichen PKW-Markt.

## Makro-Ebene
Als höchste Betrachtungsebene im Rahmen des strategischen Managements dient die globale Unternehmensumwelt. Diese Makro-Umgebung wird von Welge, Al-Laham, Eulerich definiert als „Menge der Bedingungen in einem geografischen Raum, die für eine größere Anzahl von Unternehmungen gelten und den Handlungsspielraum der Unternehmung sowohl direkt als auch indirekt beeinflussen“. Solche Einflüsse können beispielsweise die Konjunkturlage, das Wechselkursverhältnis oder Handelshemmnisse sein.
Durch ihren überlagernden Charakter besteht nur geringe Möglichkeit zur Kontrolle oder Beeinflussung der Makro-Umwelt. Nichtsdestotrotz lässt sie sich anhand von Modellen segmentieren, um Änderungen wahrnehmen und Anpassungen vornehmen zu können. Besonders verbreitet ist dazu die STEP-Analyse, bei der zwischen soziokulturellen, technologischen, ökonomischen und politischen Einflussfaktoren unterschieden wird. In Erweiterungen des Modells werden auch noch ökologische („STEEP“) und rechtliche Aspekte abgegrenzt („PESTLE“).
Aktuelle Entwicklungen wie die Digitalisierung und die zunehmende Verstrickung des internationalen Rechts führen zu einer steigenden Dynamik und Komplexität in der globalen Unternehmensumwelt. Deshalb bedarf es zur Vorbereitung strategischer Entscheidungen einer kontinuierlichen und systematischen Analyse aller relevanten Faktoren, um wichtig von unwichtig zu trennen.
Im genannten Fall des Automobilherstellers wird auf der Makro-Ebene die gesamte Weltwirtschaft betrachtet, sowie alle anderen Facetten, die in irgendeiner Form Einfluss auf die eigene Position haben. So könnten beispielsweise verschärfte Umweltauflagen für die Fahrzeugzulassung negativen Einfluss nehmen. Auf der anderen Seite könnte jedoch z. B. auch eine technologische Erfindung in der Wissenschaft zu massiven Einsparungen in der Produktion führen.